# Jennifer Madu
Jennifer Madu, née le 23 septembre 1994 à Garland, est une sprinteuse américano-nigériane.

## Carrière
Sous les couleurs des États-Unis, Jennifer Madu est médaillée d'or du 100 mètres et médaillée d'argent du relais suédois aux Championnats du monde d'athlétisme jeunesse 2011 à Lille ainsi que médaillée d'or du relais 4 × 100 mètres aux Championnats du monde juniors d'athlétisme 2012 à Barcelone. Aux Championnats panaméricains juniors d'athlétisme 2013 à Medellín, elle est médaillée d'or du relais 4 × 100 mètres et médaillée d'argent du 100 mètres.
Elle participe aux Jeux olympiques d'été de 2016 à Rio de Janeiro sous les couleurs du Nigeria. Elle est éliminée en séries du 100 mètres et termine septième de la finale du relais 4 × 100 mètres.